# Malte Brun
Malte Brun is de hoogste berg in de Malte Brun Range, in de Nieuw-Zeelandse Alpen. De berg heeft een hoogte van 3199 meter. Een lijst gepubliceerd door de New Zealand Alpine Club rangschikt Malte Brun als de derde hoogste berg in Nieuw-Zeeland. De top ligt tussen de Murchison- en de Tasmangletsjer.
De berg is door Julius von Haast vernoemd naar de Franse geograaf Victor Adolphe Malte-Brun.
De eerste beklimming werd gemaakt door Tom Fyfe op 7 maart 1894.